# Спеціальний атомний руйнівний боєприпас

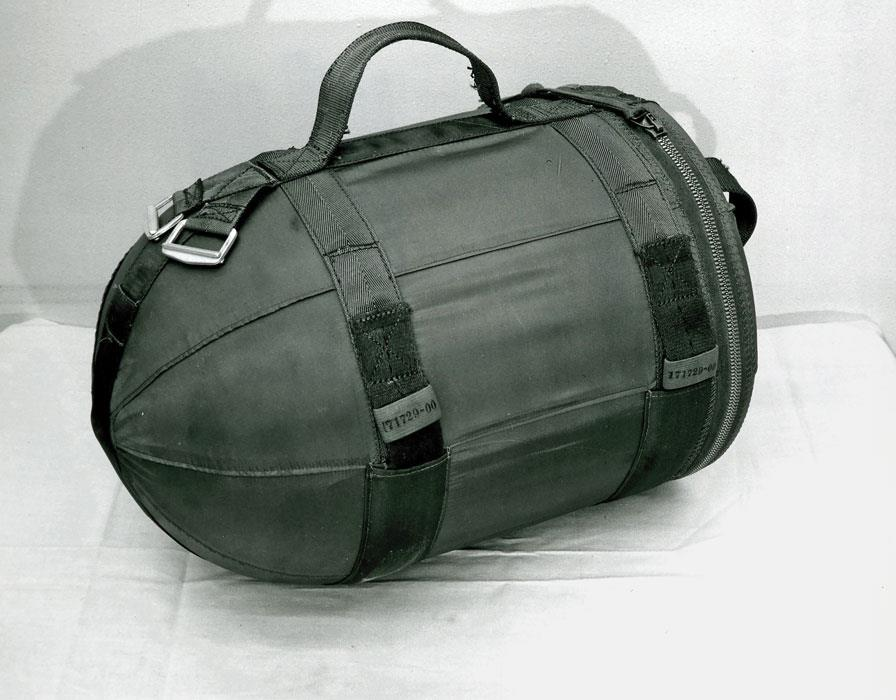
SADM у своїй сумці

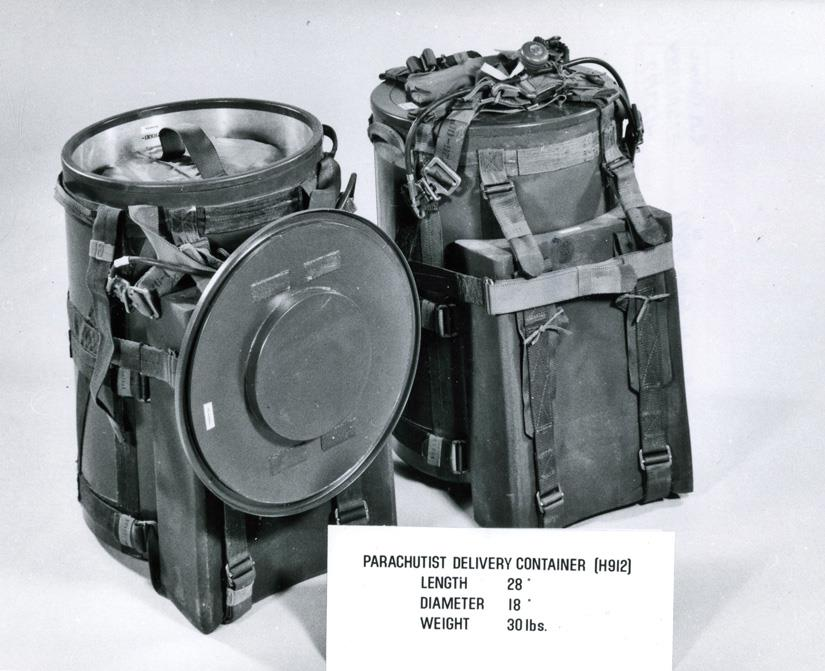
Жорсткий футляр для транспортування SADM

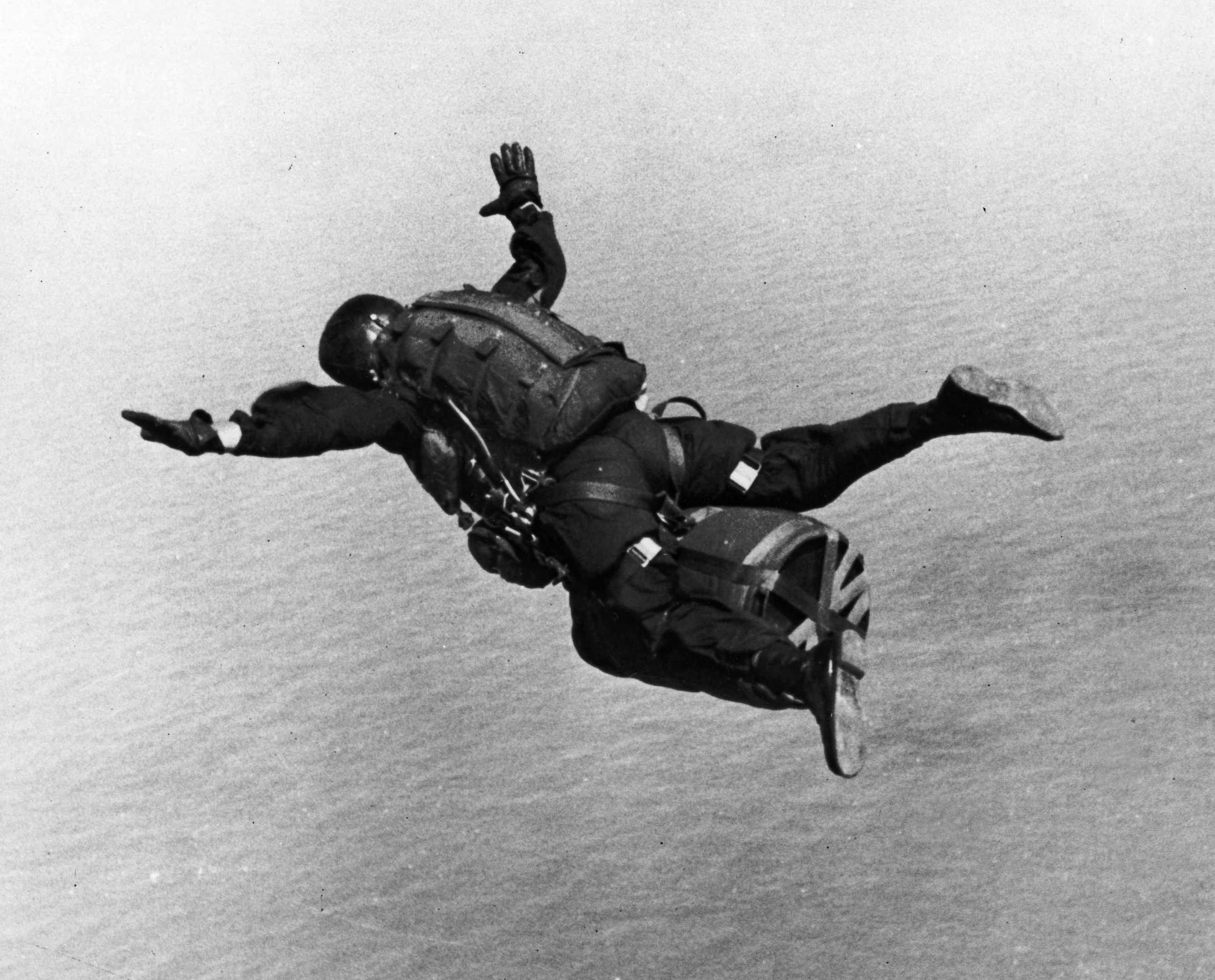
Парашутист спецназу армії США виконує військовий стрибок у вільному падінні з великої висоти з низьким отвором разом з MK-54 SADM

Спеціальний атомний підривний боєприпас (англ. Special Atomic Demolition Munition, SADM), також відомий як XM129 і XM159 Atomic Demolition Charges, і бомба B54 — ядерна портативна система атомного підривного боєприпасу, використана американськими військовими з 1960-1980-ті, але ніколи не використовувався в боях.

## Історія та дизайн
На момент розробки зброї існуючим атомним підривним боєприпасом був атомний підривний боєприпас Т-4. Його транспортування вимагало 4 чоловіків, кожен з яких ніс 18 кг секцій зброї.
Розробка почалася в червні 1960 року, а тимчасовий варіант Mark 54 Mod 0 (називається B54-0) був запущений у виробництво в квітні 1963 року. Виробництво B54 Mod 1 SADM почалося в серпні 1964 року. Зброя була 305 мм в діаметрі 457 мм завдовжки і важив 26,5 кг. Включав бойову частину, систему розпалу та стрільби з механічним таймером, сегнетоелектричну систему стрільби та герметичний корпус. Корпус був сконструйований з куваного алюмінію і литого скловолокна, а між бойовою частиною і корпусом була використана ізоляційна піна. Для зручності нічного читання циферблати підсвічувалися тритій-фосфорною фарбою. Був передбачений корпус для підводного розміщення, який включав зовнішнє керування.
Виробництво B54 Mod 2 почалося в червні 1965 року. Зброя була такого ж розміру, як і попередні моделі, але тепер важила 32 кг.
Потужність оцінюється від 10 до 1 000 тонн тротилу (42 до 4 184 ГДж).

## Використання
Інструкції з використання ADM описують тактичне використання ADM як у наступальних, так і в оборонних операціях.
У наступальних операціях ADM описано як корисні для покращення захисту флангів і тилу підрозділу, перешкоджання контратакам і сприяння захопленню противника в пастку.

### Інженерно-оборонне застосування
Інструкції з використання ADM описують використання ADM в оборонних цілях для інженерних бойових цілей. Описані можливі цілі включають мости, дамби, канали, тунелі, аеродроми, сортувальні станції залізниць, порти та промислові підприємства, а також енергетичні об’єкти.
Було надано розширені таблиці, щоб можна було вибрати правильну потужність для кожної конкретної цілі. Ці таблиці враховували різні особливості використання, такі як глибина захоронення, міркування радіоактивних опадів і мінімальна безпечна відстань між сусідньою зброєю та особовим складом.

## Звинувачення в нападі смертника
27 грудня 2018 року газета Green Bay Press-Gazette взяла інтерв’ю у ветерана Марка Бентлі, який навчався за програмою спеціального атомного руйнівного боєприпасу, щоб вручну встановити та підірвати SADM. У звіті стверджується, що він та інші солдати, які навчались за програмою, знали, що це була суїцидальна місія, тому що або було б нереально втекти від таймера бомби, або солдати були зобов’язані забезпечити охорону місця до того, як таймер спрацював.

## Дивись також
- Середній атомний руйнівний боєприпас
- Валіза ядерного пристрою